# Paris Cockerels
Les Cockerels de Paris (Paris Cockerels) sont un club de football australien français situé a Paris. Créé 1998 par la communauté australienne de Paris c'est le plus ancien club français encore en activité. L'effectif actuel est composé principalement de joueurs français et australiens.

## Histoire du club

### 1998-2005: les origines
Le club a été fondé en 1998 sous l'impulsion de l'ambassade d'Australie en la personne de James Blanchard qui est à l'époque le chargé des sports de l'ambassade. Le club est alors uniquement constitué de joueurs australiens expatriés en France.
C'est également à cette époque que le premier club 100 % français est créé, les Tasmania Montivilliers, en Normandie. Les deux équipes en profitèrent donc pour organiser le premier match de foot australien sur le territoire français depuis la première guerre mondiale. Le score a depuis été oublié, mais il est plus que probable que le club parisien, du fait de l'expérience de ses joueurs australiens, se soit imposé face aux normands. Malheureusement cette rencontre resta sans suite, le club normand disparaissant peu après, faute de soutien.
Il fallut attendre 2004 avant que les Cockerels ne refassent parler d'eux sur la scène du footy européen. Cette année-là, deux confrontations sont organisées avec l'équipe des Brussels Saints: la première de ces rencontres se tint à Bruxelles et la seconde au château de Thoiry. Les parisiens s'inclinèrent par deux fois face aux belges.
L'été 2005 sonna l'arrivée des premiers joueurs français au sein des Cockerels. Ils n'eurent pas à attendre longtemps pour participer à leur premier match, puisque le 5 septembre 2005 la toute jeune équipe strasbourgeoise se déplaça à Paris pour son premier match. Encore une fois, grâce à l'expérience des joueurs australiens, les parisiens s'imposèrent facilement sur le score de 75 à 37. 
Fort de cette expérience, deux joueurs furent envoyés à Londres pour représenter la France lors de la première Coupe d'Europe, en octobre 2005.
Quelques mois après cet évènement fut créée une association Loi 1901 responsable du club, sous le nom de Paris Cockerels et présidée par un français, Olivier Tresca.

### 2006-2007: les années difficiles

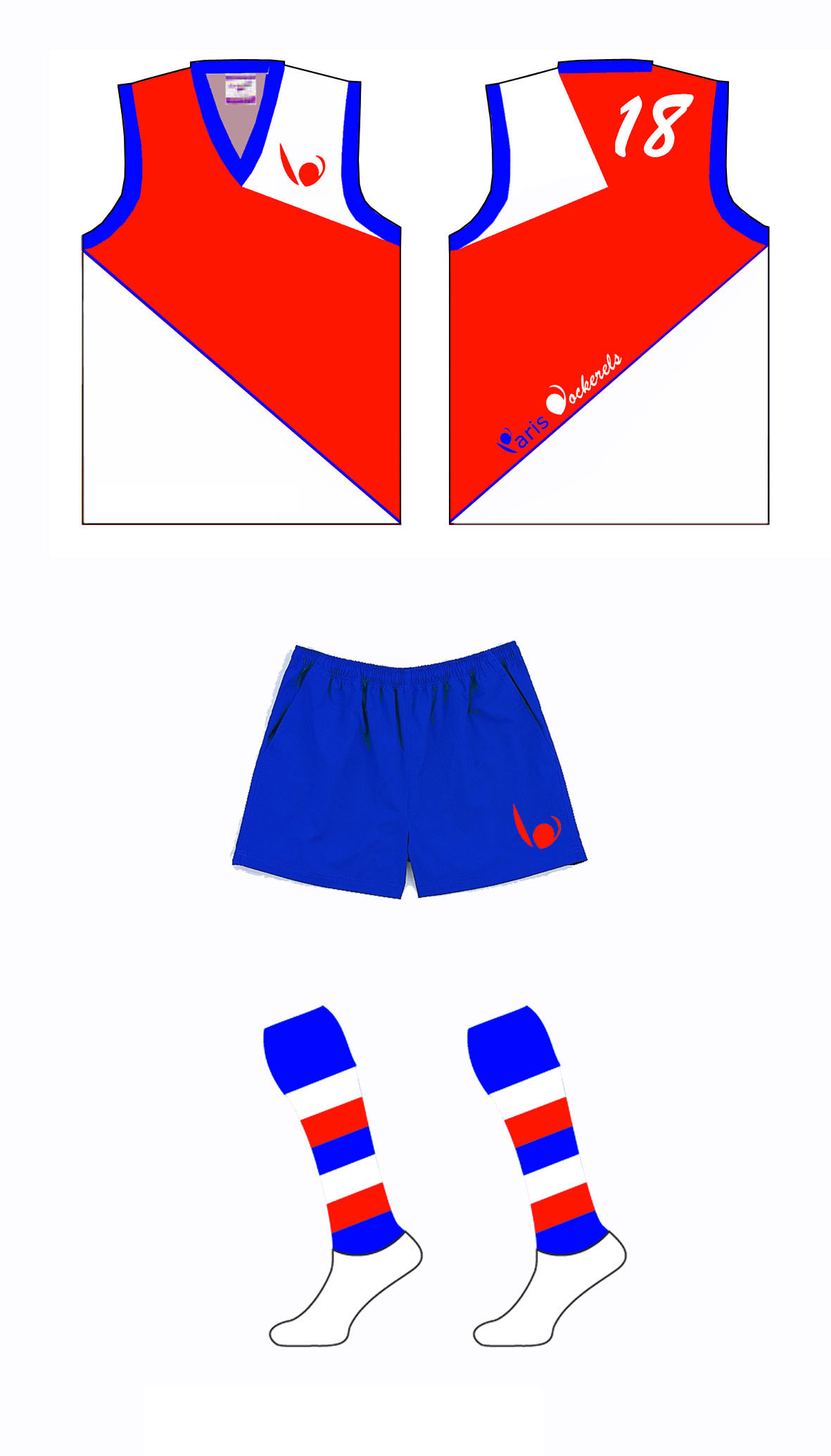
Ancienne tenue de match des Cockerels (2008-2013)

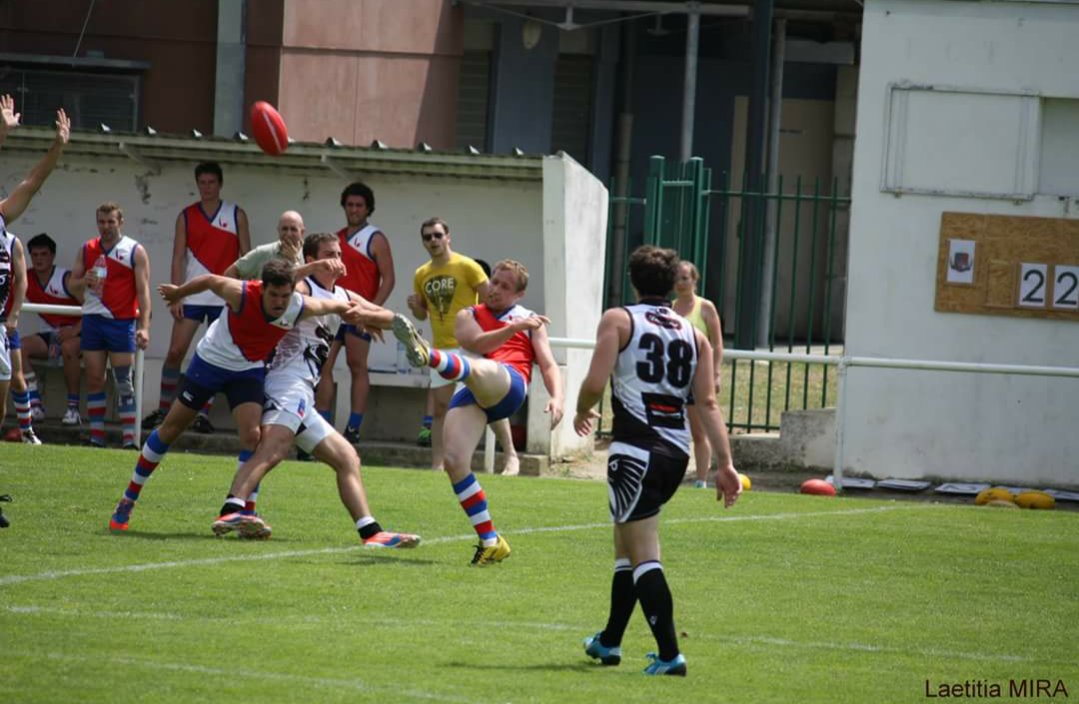
Steven Ryan des Paris Cockerels effectue un kick de dégagement pendant la Grande Finale 2013-2014 contre les Toulouse Hawks

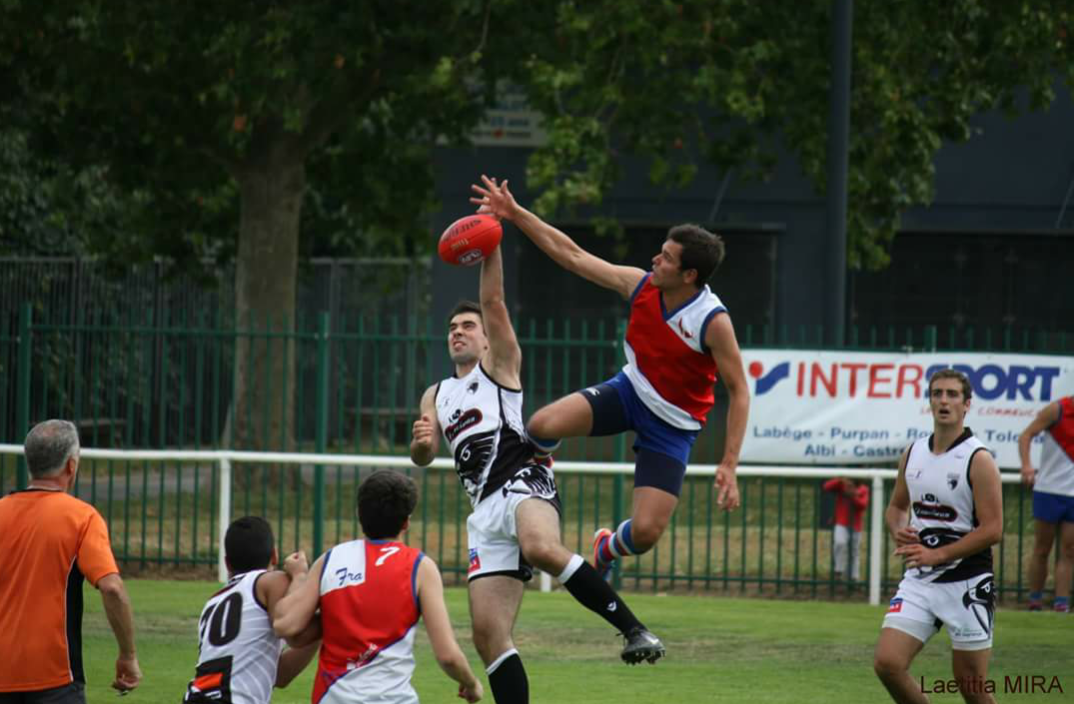
Baudouin Germond des Paris Cockerels dispute un ballon aérien pendant la Grande Finale 2013-2014 contre les Toulouse Hawks

Après l'année 2005, le club parisien connut un passage à vide sans précédent : la plupart des australiens ayant quitté la France ou n'ayant plus le temps de s'investir dans l'équipe et très peu de nouveaux joueurs ayant été recrutés, seuls deux ou trois joueurs furent présents aux entraînements. Plus généralement, c'est tout le footy français qui traversa une période difficile, avec des problèmes de recrutement et une série de lourdes défaites en championnat allemand pour le club strasbourgeois. Malgré tout le club de la capitale parvint à subsister dans l'attente de jours meilleurs. À la même période, le club tenta d'organiser l'édition 2006 de la Coupe d'Europe de football australien, mais de nombreux imprévus forcèrent les organisateurs à annuler la manifestation.

### 2008-2013: la renaissance du club et les premiers succès
C'est en février 2008 que débuta la renaissance de l'équipe avec l'arrivée de Cyril Talon. Son arrivée correspondit au renouveau du footy en France avec la création du club des Bordeaux Bombers (en octobre) et des Montpellier Fire Sharks quelques mois plus tard. Au printemps le club parisien connut une vague de recrutement sans précédent et vit son effectif multiplié par cinq.
Pour la première fois de son histoire le club fit fabriquer des tenues complètes à ses couleurs.
Après de nombreuses tentatives infructueuses, les Parisiens furent enfin en mesure de jouer un match en déplacement. Ce fut alors l'occasion pour les Strasbourg Kangourous de prendre leur revanche. Le 31 mai 2008, les Parisiens partirent donc pour l'Alsace malgré l'absence de certains joueurs clefs de l'équipe. Les Strasbourgeois obtinrent leur revanche en infligeant une sévère défaite aux Parisiens sur le score de 94-45, dans un match à sens unique interrompu par un violent orage.
Avec la création des équipes de Bordeaux et Montpellier, les dirigeants du CNFA décidèrent d'organiser la première Coupe de France de football australien. Elle se tint à Paris le 28 juin 2008.
Cette fois-ci l'effectif parisien était au complet, et tous les joueurs comptaient bien remporter le titre. Toutes les forces du football australien français firent le déplacement pour cette journée historique. En plus du tournoi, les organisateurs avaient prévu des démonstrations de boomerang et la vente de produits typiquement australiens tels que la vegemite.
Malgré un terrain dur comme la pierre où l'herbe se faisait rare et les multiples blessures, les Cockerels s'imposèrent en finale face à leurs rivaux strasbourgeois, sur le score de 57-28,. Cette journée marqua le grand retour des parisiens au plus haut niveau du footy français et laissa présager de grandes choses pour l'avenir du foot australien à Paris ainsi qu'en France.
Fort de cette victoire, les Parisiens reçurent sereinement une délégation hollandaise pour le premier match entre les équipes de Paris et d'Amsterdam. Privés de nombreux joueurs blessés et surpassés techniquement, les Parisiens s'inclinèrent sur le score de 56-143.
La saison 2009 vit la création du premier championnat de France de Football Australien. Les clubs de Paris, Bordeaux, Strasbourg et Montpellier s'affrontèrent lors de 3 journées. Les Cockerels eurent à cœur de confirmer leur statut de place forte du football australien français acquis l'été précédent, ce qu'ils réalisèrent sans mal en battant leurs adversaires lors des 3 journées, devenant ainsi les premiers champions de France de l'histoire du football australien.
Cette année vit aussi l'organisation de la deuxième édition de la Coupe de France de football australien, à St Médard en Jalles. Toutes les équipes françaises furent une nouvelle fois réunies et ce fut la première participation à une compétition officielle pour les équipes de Perpignan et Toulouse. Encore une fois les Parisien partaient favoris. Au terme d'un tournoi rondement mené, ces mêmes Parisiens s'imposèrent en finale face aux Tigers de Perpignan conservant ainsi leur titre.
En plus des matchs de championnat et de la Coupe de France, les Parisiens organisèrent une série de rencontres amicales en début de saison. Ils se déplacèrent une fois à Amsterdam pour rencontrer leurs rivaux hollandais, mais ne purent s'imposer qu'au terme d'un match éprouvant. Ils reçurent également l'équipe des North London Lions, pour le premier match de Football Australien à 18 sur le sol français depuis la Première Guerre Mondiale. Les Parisiens passèrent tout près de l'exploit mais s'inclinèrent dans les dernières minutes du quatrième quart temps.
Un second titre de champion acquis à l'issue de la saison 2009-2010, puis deux secondes places les années suivantes ainsi qu'une victoire à la coupe de France 2011 achevèrent de conforter les Cockerels dans la hiérarchie du football australien français.

### 2013-2014: la saison du renouveau

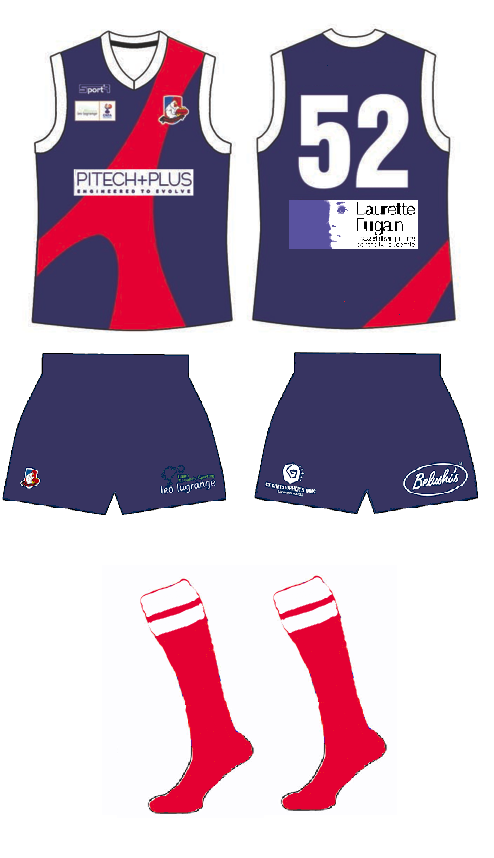
Tenue de match actuelle des Paris Cockerels

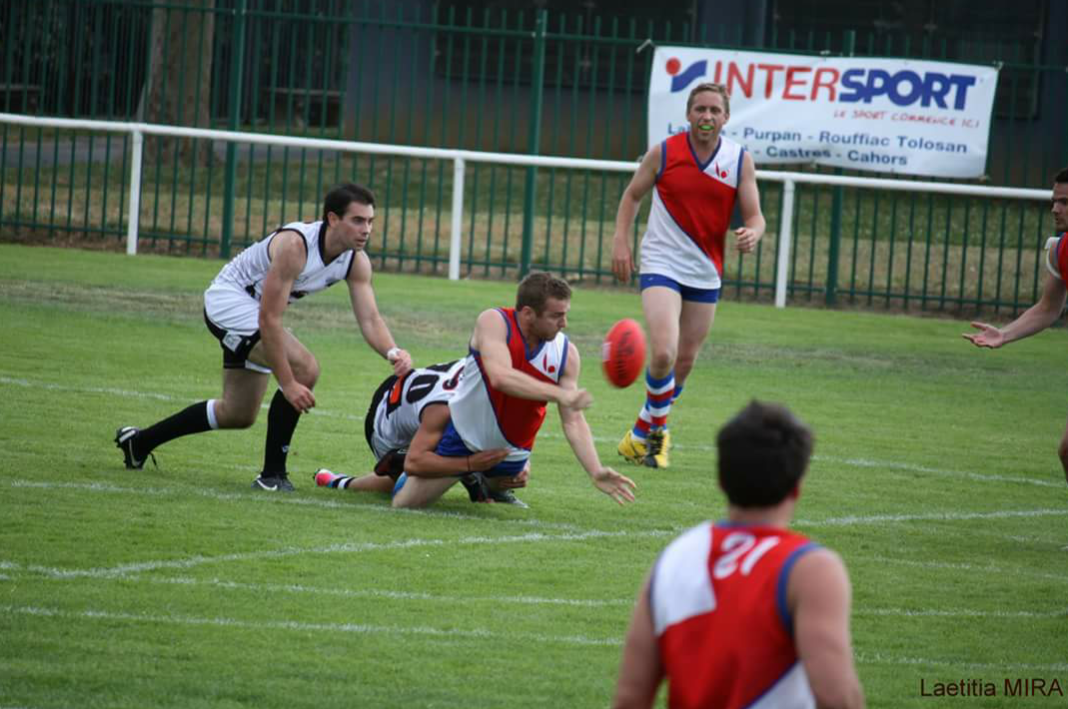
Julien Dagois des Paris Cockerels effectue un handpass sous pression pendant la Grande Finale 2013-2014 contre les Toulouse Hawks

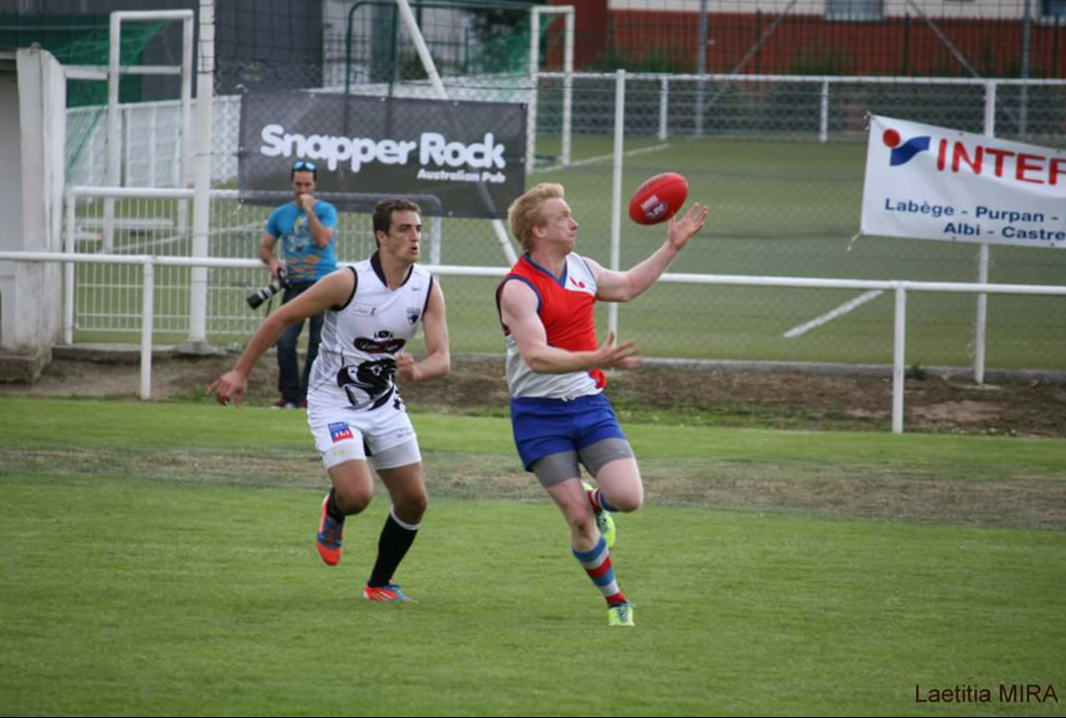
Garrath Holdstock des Paris Cockerels récupère le ballon pendant la Grande Finale 2013-2014 contre les Toulouse Hawks

La saison 2013-2014 marqua le début d'un nouveau cycle, une grosse partie de l'effectif du club parisien étant renouvelé à cette occasion. Cette vague de recrutement fut composée de quelques australiens et de nombreux français, permettant d'apporter un nouveau souffle à l'équipe de la capitale.
Cette équipe débuta la saison par une défaite d'un point face aux Coyotes de Cergy-Pontoise, puis se ressaisit bien en enchaînant par la suite des victoires à Bordeaux et Lyon et à domicile face à Montpellier et Strasbourg. Le seul accroc dans cette saison régulière fut une correction donnée par les Hawks sur leur terrain de Toulouse.
En demi-finale, les Cocks se déplacèrent de nouveau à Bordeaux où ils s'imposèrent à l'issue d'un match à suspense, celui-ci accouchant - pour la première fois dans l'histoire du football australien français - d'une prolongation.
Qualifiés pour la Grand Final, les Cocks y subirent de nouveau la loi des Hawks sur leur terrain, permettant aux joueurs de la ville rose d'empocher leur deuxième titre consécutif.
Lors de cette même saison 2013-2014, les Cockerels se déplacèrent à Glasgow pour disputer la Haggis Cup. Avec un joueur rapidement blessé et pas de remplaçants supplémentaires, c'est sans démériter qu'ils échouèrent au pied du podium dans cette compétition.
L'équipe féminine du club parisien, les Paris Cockerelles, furent officiellement créées cette même année. Manquant d'un nombre suffisant de joueuses et d'adversaires en France, elles ne purent disputer de match officiel lors de cette première saison, mais le recrutement de nouvelles joueuses pour la saison 2014-2015 permet d'envisager l'avenir de cette équipe sereinement.

### 2014-2015: retour au sommet
Désireux de progresser après le résultat décevant de la saison précédente, les Cockerels se remirent au travail sour l'impulsion de leur nouvel entraîneur, Steven Ryan.
Après avoir terminé la saison régulière invaincus, les Paris Cockerels écartèrent les Coyotes de Cergy-Pontoise en demi-finales avant de recevoir les Montpellier Firesharks à l'occasion de la Grand Final, le 27 juin 2015. Ils mirent fin à leur disette de 4 ans sans titre grâce à une victoire convaincante (27.16.178 à 9.8.62) qui fut reconnue comme l'un des meilleurs matchs de l'histoire du footy français.
Après ce match, Steven Ryan, l'entraîneur des Cockerels eût les mots suivants : « Certains ont qualifié (ce match) de démonstration de force la plus dévastatrice jamais vue au niveau national. Quelle que soit votre opinion, ces joueurs peuvent être fier du style de football qu'ils ont joué ce jour-là. Cela ne peut être qu'une bonne nouvelle pour le footy français, chacun qui jouera au footy dans le futur devra relever le défi qu'a lancé cette équipe. »

### 2015-2016: création des Paris Cockatoos
À la suite du titre national, les Paris Cockerels se trouvèrent confrontés à un nouveau problème. De trop nombreux joueurs faisant partie de l'équipe, il était impossible de trouver du temps de jeu à chacun en match officiel.
La solution fut trouvée avec la création d'une seconde équipe: les Paris Cockatoos.
À la fondation des Cockatoos, leurs rangs furent garnis d'anciens Cockerels, l'équipe originale étant découpée en deux équipes de niveau comparable afin que chacun puisse pleinement développer son potentiel.
Les deux équipes continuent à s'entraîner ensemble mais sont désormais rivales en championnat de France.
La saison 2015-2016 vit le premier derby parisien, qui fut remporté par les Cockatoos (8.14.62 à 10.11.71) le 30 octobre 2015.

## Compétitions

### Paris International Rules Cup
Le 24 novembre 2008 fut organisé le premier match d'International rules en France mettant aux prises les équipes de football australien (Cockerels) et de football gaélique (Gaels) de la capitale. Les Gaels dominèrent très vite la rencontre grâce à un effectif plus expérimenté et plus habitué à jouer ensemble. Malgré une lourde défaite, les Cockerels ont montré qu'ils pouvaient rivaliser avec une des meilleures équipes européennes de foot gaélique, les Gaels ayant remporté quatre fois le championnat d'Europe de ce sport.
Au terme de cette rencontre, les dirigeants des deux clubs décidèrent d'organiser la première compétition d'International Rules en France, la Paris International Rules Cup (PIRC). Cette compétition étant la première de ce type en Europe continentale. Celle-ci devait initialement se dérouler tous les ans de novembre à mars et compter une rencontre tous les mois, l'équipe ayant remporté le plus de matchs au terme des cinq mois de compétitions étant déclarée championne.
Quatre rencontres furent disputées pendant les premiers mois de l'hiver 2008-2009. Les Gaels remportant les trois premières confrontations, mais les Cockerels montrant de réel signes de progression et finirent par s'imposer lors du dernier match.
Cette compétition a finalement été abandonnée à l'issue de l'édition 2009.

### Championnat de France de Football Australien - Super League
Le Championnat de France de football australien 2015 est la septième édition de cette compétition. Il réunit 8 équipes existantes en France et est organisé par le Comité national de football australien. La compétition débute le 11 octobre 2014 et s'achève le 27 juin 2015.
Le championnat 2014-2015 se fait sous forme d’une poule unique avec match aller seulement, comme lors de la précédente édition. Lors de cette 7e édition, l'équipe des Perpignan Tigers fait son retour à la compétition après 3 ans d'absence, portant pour la première fois depuis 4 ans le nombre d'équipes à 8. La Grand Final 2015 se jouera à Paris.

### Coupe de France de Football Australien
Réunissant l'ensemble des équipes françaises, celle-ci se déroule sur une journée, chaque année en septembre.

### Haggis Cup
Organisée par la Scottish Australian Rules Football League (SARFL), celle-ci a lieu à Glasgow et Édimbourg (en alternance d'une année sur l'autre).
Les Cockerels prirent part à l'édition 2014 à Glasgow et participeront de nouveau à ce tournoi avec grand plaisir dans le futur.

## Palmarès

### Championnat de France
| Saison    | Classement | Vainqueur        | Finaliste              |
| --------- | ---------- | ---------------- | ---------------------- |
| 2008-2009 | Vainqueur  | Paris Cockerels  |                        |
| 2009-2010 | Vainqueur  | Paris Cockerels  |                        |
| 2010-2011 | Finaliste  | Bordeaux Bombers | Paris Cockerels        |
| 2011-2012 | Finaliste  | Bordeaux Bombers | Paris Cockerels        |
| 2012-2013 | Finaliste  | Toulouse Hawks   | Paris Cockerels        |
| 2013-2014 | Finaliste  | Toulouse Hawks   | Paris Cockerels        |
| 2014-2015 | Vainqueur  | Paris Cockerels  | Montpellier Firesharks |
| 2015-2016 | Vainqueur  | Paris Cockatoos  | Cergy-Pontoise Coyotes |
| 2016-2017 | Finaliste  | ALFA Lions       | Paris Cockatoos        |
| 2017-2018 | Vainqueur  | Paris Cockerels  | Cergy-Pontoise Coyotes |
| 2018-2019 | Vainqueur  | Paris Cockerels  | Stade Toulousain       |
| 2021-2022 | Vainqueur  | Paris Cockatoos  | Alfa Lyon              |
| 2022-2023 | Vainqueur  | Paris Cockatoos  | Palavas gabians        |

### Coupe de France
| Année | Classement |
| ----- | ---------- |
| 2008  | Vainqueur  |
| 2009  | Vainqueur  |
| 2010  | Finaliste  |
| 2011  | Vainqueur  |
| 2012  | Finaliste  |
| 2013  | Finaliste  |
| 2014  | Finaliste  |

### Paris International Rules Cup

#### 2008-2009
| Club            | G | O | B  | T  | Club        | G | O  | B  | T  | Date             |
| --------------- | - | - | -- | -- | ----------- | - | -- | -- | -- | ---------------- |
| Paris Cockerels | 0 | 3 | 5  | 17 | Paris Gaels | 3 | 13 | 2  | 84 | 24 novembre 2008 |
| Paris Cockerels | ? | ? | ?  | 24 | Paris Gaels | ? | ?  | ?  | 70 | 15 décembre 2008 |
| Paris Cockerels | 2 | 8 | 11 | 47 | Paris Gaels | 3 | 15 | 20 | 83 | 26 janvier 2009  |
| Paris Cockerels | 6 | 2 | 12 | 54 | Paris Gaels | 2 | 5  | 10 | 43 | 15 mars 2009     |

Légende : G : nombre de buts marqué, O : nombre d'overs marqués,B : nombre de behind marqués, T : score final

### Matchs amicaux

#### 1998-2008
| Club                  | G  | B  | T  | Club                   | G  | B  | T   | Date et lieu                                  |
| --------------------- | -- | -- | -- | ---------------------- | -- | -- | --- | --------------------------------------------- |
| Paris Cockerels       | ?  | ?  | ?  | Tasmania Montivilliers | ?  | ?  | ?   | autour de 1998, victoire parisienne présumée  |
| Brussels Saints       | ?  | ?  | 78 | Paris Cockerels        | ?  | ?  | 61  | 25 mai 2004 à Bruxelles                       |
| Paris Cockerels       | ?  | ?  | ?  | Brussels Saints        | ?  | ?  | ?   | été 2004 au Château de Thoyri, victoire Belge |
| Paris Cockerels       | ?  | ?  | 75 | Strasbourg Kangourous  | ?  | ?  | 37  | Le 5 septembre 2005, à Paris                  |
| Strasbourg Kangourous | 14 | 10 | 94 | Paris Cockerels        | 6  | 9  | 45  | Le 31 mai 2008, à Strasbourg                  |
| Paris Cockerels       | 8  | 8  | 56 | Amsterdam              | 20 | 23 | 143 | Le 12 juillet 2008, à Paris                   |

Légende : G : nombre de buts marqué, B : nombre de behinds marqués, T : score final

## L'Équipe

### Effectif

#### Équipe actuelle des Paris Cockerels (2019-2020)
| Nom         | Prénom     | Nationalité                            | Poste                  | Numéro     |
| Défenseurs  | Défenseurs | Défenseurs                             | Défenseurs             | Défenseurs |
| ----------- | ---------- | -------------------------------------- | ---------------------- | ---------- |
| Germond     | Baudoin    | France                                 | Full Back              | 10         |
| Lefebvre    | Julien     | France                                 | Back                   | 95         |
| Rea         | Hugo       | France                                 | Back                   | 69         |
| Holland     | Paul       | Australie                              | Back                   | 5          |
| Whitehead   | Tim        | Australie                              | Back / Forward         | 86         |
| Bertenshaw  | Lewis      | Angleterre                             | Back                   |            |
| Woods       | Dylan      | Angleterre / Australie                 | Back                   |            |
| Milieux     |            |                                        |                        |            |
| Margueritte | Maxime     | France                                 | Ruck                   | 8          |
| French      | Darcy      | Australie                              | Ruck                   |            |
| Cowan       | Michael    | Australie                              | Midfield               | 7          |
| Dulchain    | Alexandre  | France                                 | Midfield               | 91         |
| Da Silva    | Hugo       | France                                 |                        |            |
| Leclerc     | Flavien    | France                                 |                        |            |
| Boiret      | Clovis     | France                                 |                        |            |
| O'Brien     | George     | Australie                              |                        |            |
| Philip      | Nathan     | Canada                                 |                        |            |
| Attaquants  |            |                                        |                        |            |
| Boscart     | Pierre     | France                                 | Full Forward           | 19         |
| Cazenave    | Tom        | France                                 | Forward / Full Forward | 15         |
| Simpson     | Ben        | Australie                              | Forward                | 33         |
| Thobie      | Sébastien  | France                                 | Forward                | 20         |
| Delmas      | Mathieu    | France                                 | Forward                | 94         |
| Uzabiaga    | Arnaud     | France                                 | Forward                | 65         |
| Brosnahan   | Nathan     | Australie / Nouvelle-Zélande / Pologne | Forward                | 63         |
| Hemmi       | Mohamed    | Maroc                                  | Forward                |            |
| Entraîneurs |            |                                        |                        |            |
| Ryan        | Huw        | Australie                              |                        |            |
| Woods       | Cameron    | Australie                              |                        |            |

#### Équipe masculine 2014-2015
| Nom               | Prénom    | Nationalité | Poste      | Numéro |
| ----------------- | --------- | ----------- | ---------- | ------ |
| Atkin             | Hugh      | AUS         | Back       |        |
| Aussoleil         | Julien    | FRA         | Back       | 20     |
| Bezard            | Arnaud    | FRA         | Back       | 25     |
| Blaise            | Maxime    | FRA         | Back       | 21     |
| Chauvin           | Simon     | FRA         | Back       | 42     |
| Dony              | Clément   | FRA         | Back       | 14     |
| Fournier          | Jérôme    | FRA         | Back       |        |
| Mouchard          | Gwendal   | FRA         | Back       | 5      |
| Robert            | Nicolas   | FRA         | Back       | 51     |
| Rolland           | Xavier    | FRA         | Back       | 72     |
| Ryan              | Huw       | AUS         | Back       | 4      |
| Ryan              | Steven    | AUS         | Back       | 36     |
| Stephens          | Daniel    | AUS         | Back       |        |
| Vieux de Morzadec | Guillaume | FRA         | Back       | 6      |
| Arnephy           | Mark      | AUS         | Midfielder | 47     |
| Barbaria          | Yvan      | FRA         | Midfielder | 22     |
| Bouchet           | Clément   | FRA         | Midfielder | 17     |
| Dagois            | Julien    | FRA         | Midfielder | 99     |
| Daniel            | François  | FRA         | Midfielder |        |
| Delmas            | Matthieu  | FRA         | Midfielder | 94     |
| Frossard          | Jules     | FRA         | Midfielder | 18     |
| Germond           | Baudouin  | FRA         | Midfielder | 11     |
| Saare             | Stuart    | AUS/EST     | Midfielder | 27     |
| Stanley           | Tristan   | AUS/GER     | Midfielder | 7      |
| Taulera           | Kevin     | FRA         | Midfielder | 71     |
| Unsworth          | Andrew    | AUS         | Midfielder | 2      |
| Arnephy           | Paul      | AUS         | Forward    | 35     |
| Basset            | Hugo      | FRA         | Forward    |        |
| Bevilacqua        | Aldwin    | FRA/ITA     | Forward    | 78     |
| Boscart           | Pierre    | FRA         | Forward    | 19     |
| Calvert           | Jake      | AUS         | Forward    |        |
| Descours          | Étienne   | FRA         | Forward    | 12     |
| Hedley            | Thomas    | ENG         | Forward    | 16     |
| Launais           | Maxence   | FRA         | Forward    | 23     |
| Ramdani           | Amine     | FRA         | Forward    | 13     |
| Robson            | Karl      | AUS         | Forward    | 30     |
| Senkans           | Andrew    | AUS         | Forward    | 3      |
| Woods             | Cameron   | AUS         | Forward    | 32     |

#### Équipe féminine 2014-2015
| Nom         | Prénom    | Nationalité | Poste      | Numéro |
| ----------- | --------- | ----------- | ---------- | ------ |
| Guriah-Mira | Laëtitia  | FRA         | Back       | 4      |
| Pille       | Anne      | FRA         | Back       | 26     |
| Portal      | Bérengère | FRA         | Back       | 7      |
| Perez       | Claire    | FRA         | Midfielder |        |
| Portal      | Camille   | FRA         | Midfielder | 40     |
| Si Haddi    | Sabrina   | FRA         | Midfielder | 8      |
| Berger      | France    | FRA         | Forward    | 31     |
| Thelliez    | Elise     | FRA         | Forward    |        |

## Tableau d'honneur

### Fondateur
- 1998 :  James Blanchard

### Présidents
- 2005 - 2008 :  Olivier Tresca
- 2008 - 2010 :  Cyril Talon
- 2010 - 2012 :  Maureen Bassard
- 2012 - 2014 :  Sébastien Artus
- 2014 - 2018 :  Bérengère Portal
- 2018 - 2020 :  Hugo Rea
- Depuis 2020 :  Alex Dulchain

### Entraîneurs
- 2005 - 2008 :  Olivier Tresca
- 2008 - 2011 :  Graham Andrews
- 2011 - 2014 :   Andrew Senkans
- 2014 - 2016  :  Steven Ryan
- 2016 - 2019 :  Mike Cowan
- 2019 - 2021 :  Huw Ryan et  Cameron Woods
- depuis 2021 :  Cameron Woods

### Capitaines
- 2005 - 2008 :  Olivier Tresca
- 2008 - 2009 :  Sebastian Sabogal
- 2009 - 2011 :  Páll Tómas Finnsson
- 2011 - 2013 :  François Daniel
- 2013 - 2015 :  Maxence Launais
- 2015 - 2021 :  Pierre Boscart
- Depuis 2021 :  Alex Dulchain

### Anciens joueurs
- 2004 :  Richard McKenzie
- 2005 :  Laurent Caravelle
- 2005 :  Olivier Tresca
- 2006 :  Guillaume Lebrun
- 2006 :  Clément Charlet
- 2006 :  David O'Hanlon
- 2008 :  Cyril Talon
- 2008 :  Graham Andrews
- 2008 :  Páll Tómas Finnsson
- 2008 :  Denis Schneider
- 2008 :  Jérôme Loubet
- 2008 :  Bertrand Lejeune
- 2008 :  François Daniel (rejoue pour le club)
- 2008 :  Jules Lecerf
- 2008 :  Léo Filipetti
- 2008 :  Nicholas Andrews
- 2008 :  Sam Dawkins
- 2008 :  Sebastian Sabogal
- 2008 :  Trent Broadway
- 2008 :  Cameron Miller
- 2008 :  Nicolas Campo
- 2009 :  Joey MacLean
- 2009 :  Shannon Birchall
- 2009 :  David Hislop
- 2009 :  Mike Karas
- 2009 :  Amaury Launais
- 2009 :  Harold Courchay
- 2009 :  Subajan Sivandran
- 2009 :  Adam Sargon
- 2009 :  Joel Booth
- 2009 :  Dom Wenden
- 2009 :  Sebastien Artus
- 2009 :  Jean François Bouron
- 2009 :  Ivan Price
- 2009 :  Jacques Rossard
- 2009 :  Edouard Cameron
- 2009 :  Dan Andrews
- 2010 :  Wilfried Houvion
- 2011 :  Liam Wilson
- 2013 :  Angus Mackintosh
- 2013 :  Garrath Holdstock
- 2013 :  Tim Milton-Hind
- 2014 :  Andrew Moore